# Appaleptoneta
Genre
Appaleptoneta est un genre d'araignées aranéomorphes de la famille des Leptonetidae.

## Distribution
Les espèces de ce genre sont endémiques des États-Unis. Elles se rencontrent dans les Appalaches.

## Liste des espèces
Selon World Spider Catalog (version 14.5, 2014) :
- Appaleptoneta barrowsi (Gertsch, 1974)
- Appaleptoneta coma (Barrows, 1940)
- Appaleptoneta credula (Gertsch, 1974)
- Appaleptoneta fiskei (Gertsch, 1974)
- Appaleptoneta gertschi (Barrows, 1940)
- Appaleptoneta jonesi (Gertsch, 1974)
- Appaleptoneta silvicultrix (Crosby & Bishop, 1925)

## Étymologie
Ce genre est nommé en référence à sa distribution, il est composé de : Appal[aches] et Leptoneta.

## Publication originale
- Platnick, 1986 : On the tibial and patellar glands, relationships, and American genera of the spider family Leptonetidae (Arachnida, Araneae). American Museum Novitates, no 2855, p. 1-16 (texte intégral).